# Західно-Таркосалинське нафтогазоконденсатне родовище
Західно-Таркосалинське нафтогазоконденсатне родовище — одне з гігантських родовищ на півночі Тюменської області (Росія). Розташоване у 520 км на південний схід від Салехарду, на території Пуровського району поблизу селища Тарко-Сале. 

## Геологічна інформація
Відноситься до Надим-Пур-Тазівської нафтогазоносної області Західносибірської нафтогазоносної провінції та було відкрите у 1972 році. В межах родовища виявлено 10 газоконденсатних, 6 газових, 2 нафтові та по одному газоконденсатонафтовому і нафтогазоконденсатному покладу. 
Колектори — пісковики з лінзовидними вкрапленнями глин.
Запаси Західно-Таркосалинського оцінюються у 381 млрд.м3 газу та 2 млн.т нафти.

## Розробка
Розробкою Західно-Таркосалинського займається державна компанія «Газпром», яка викупила це право у найбільшого приватного виробника газу в Росії «Новатеку». Видобуток розпочали у 1996 році і до кінця 2010-х він досяг рівня 14 млрд.м3 газу та 60 тис.т конденсату на рік. Накопичений видобуток за цей період становить біля 200 млрд.м3 газу.
Видача газу відбувається до трубопроводу Уренгой – Челябінськ, тоді як нафтоконденсатна суміш подається до конденсатопроводу Уренгой – Сургут.
Родовище забезпечене транспортною інфраструктурою, оскільки по його території проходять автодорога Новоаганськ — Тарко-Сале та залізниця Тюмень — Уренгой.